# Jean-Bernard Rousseau
Pour les articles homonymes, voir Rousseau.
Jean-Bernard Rousseau (en religion frère Scubilion) est né le 22 mars 1797 à Annay-la-Côte dans l'Yonne, et mort le 13 avril 1867 à Sainte-Marie dans l'île de La Réunion. Jean-Bernard Rousseau est un frère des Écoles chrétiennes. Il a été béatifié le 2 mai 1989, à La Réunion, lors du passage du pape Jean-Paul II.

## Une jeunesse en France métropolitaine
Jean-Bernard Rousseau est né le 22 mars 1797 à Annay-la-Côte et passe son enfance à Tharoiseau en Bourgogne,. Son père Bernard Rousseau est tailleur de pierre, et sa mère se nomme Regina Pelletier. Du fait des persécutions religieuses durant la Révolution Française, l'enfant est baptisé en secret.
D'une famille de catholiques ardents qui avait caché des prêtres réfractaires pendant la Révolution, il décide de consacrer sa vie à servir les autres. Il découvre les Frères des écoles chrétiennes dans son village alors que ceux-ci donnent des cours de catéchisme. Il décide d'entrer chez les Frères des écoles chrétiennes. Il arrive à Paris, entre au noviciat le 9 novembre 1822, pour y faire l'apprentissage de sa vie religieuse, et il prend le nom de frère Scubilion. Après cinq ans d'étude et d'enseignement, Frère Scubilion prononce ses vœux perpétuels, le 27 septembre 1827,.
Il enseigne dans différentes villes avant de partir pour la Réunion avec d'autres frères,.

## À La Réunion avant l’abolition de l’esclavage
Le 14 juillet 1833, le navire Le Commerce arrive en rade de Saint-Denis de l'île de La Réunion après 84 jours de voyage. Dans l'ile, l'esclavage n'est pas encore aboli. Le frère Scubilion arrive avec les frères Jean de Martha et Vétérins.
De 1833 à 1843 Jean-Bernard Rousseau enseigne aux enfants pauvres de Saint-Benoît et de Saint-Paul. Il se heurte à une réalité inconnue en métropole, l'esclavage. Il se fait le défenseur des esclaves. Il lutte contre les mauvais traitements et les abus dont sont victimes les femmes esclaves. Il s’occupe notamment de Biney, une esclave originaire de Madagascar que son maître avait estropiée malgré les lois votées par la monarchie de Juillet interdisant les mauvais traitement envers les esclaves. Le cas Biney est resté célèbre car frère Scubilion obtint la condamnation du maître cruel.
Le 17 novembre 1843, Jean-Bernard Rousseau est nommé à Saint-Leu. Les Noirs y sont nombreux. Il devient l'enseignant, le défenseur et  l'avocat de leur communauté. Il prépare plus d'un millier d'esclaves au baptême et à la première communion,.
Frère Scubilion inaugure les classes du soir pour les esclaves et est surnommé le « catéchiste des esclaves ». Pour cela, il se déplace de plantation en plantations pour obtenir des propriétaires qu'ils accordent une heure de liberté à leurs esclaves pour suivre une formation intellectuelle et religieuse,,.

## À La Réunion après l’abolition de l’esclavage
Le 20 décembre 1848, Sarda Garriga le gouverneur de l’île proclame l’abolition de l'esclavage. La transition de servitude à la liberté s'accomplit sans violence, aboutissement d’un dur combat pour la liberté. Le Frère Scubilion, en lien avec son évêque et les curés de l’île, y a beaucoup contribué par l’instruction et l’évangélisation. Frère Scubilion pense que les anciens esclaves doivent continuer à travailler dans les plantations, seule façon de maintenir une activité économique dans l'île et une dignité des anciens esclaves par le travail. La résignation des uns et le paternalisme des autres peuvent permettre à chacun de continuer à vivre. Ses positions sont combattues par les premiers socialistes de l'île qui réclament le partage de plantations.
En septembre 1850, Jean-Bernard Rousseau est nommé à La Possession et se dévoue sans compter, convertissant en foule les Noirs.
En 1856, Jean-Bernard Rousseau enseigne à Saint-Denis, à Salazie et à Sainte-Marie. Sa flamme apostolique l’amène à la rencontre des ouvriers des plantations de cannes à sucre et de leurs usines, fondant avec eux une mutuelle ouvrière. 
En 1859, une épidémie de choléra touche l'ile. Frère Scubilion s’investit auprès des malades pour leur porter secours.
Jean-Bernard Rousseau fait un bref séjour de missionnaire à Madagascar en 1866 afin d’y ouvrir une école.
De retour à La Réunion en 1867, frère Scubilion meurt à Sainte-Marie, le 13 avril 1867. 
Jusqu'à sa mort, il a œuvré à réconcilier anciens esclaves et anciens maîtres. La ville de Sainte-Marie est plongée dans le deuil et la consternation. Un défilé ininterrompu de fidèles vient prier auprès du défunt. Le corps du religieux devient aux yeux de chacun, une relique. Les funérailles ont lieu le 14 avril 1867, une foule immense accourt de toute l'île. De son vivant, frère Scubilion était déjà vénéré comme un saint par la population de son quartier.

## Notoriété et béatification
À sa mort, on transporte sa dépouille mortelle dans un sanctuaire commémoratif, un sarcophage de marbre abrite ses restes.
La population vient se recueillir de loin sur sa tombe. Des guérisons ou conversions inespérées se produisent, parmi lesquelles la guérison du petit Octave sourd et muet qui a pu réentendre et parler. Sur le lieu de sa sépulture, poussait un hibiscus. Les pèlerins en arrachent les feuilles, puis l'écorce, puis la racine (pour les garder en souvenir)...
Devant cette ferveur populaire, les autorités religieuses décident en 1902 l'ouverture d'un procès en béatification, mais celui-ci n'aboutit pas.
La procédure de béatification est relancé par Mgr Gilbert Aubry, évêque de La Réunion en 1981. La démarche trouve son aboutissement le 2 mai 1989, lors de la visite du pape Jean-Paul II dans l’île. Le pape proclame frère Scubilion bienheureux. Vingt ans plus tard, le 2 mai 2009, l'événement est commémoré dans toutes les paroisses de l'île,.
En 2014, le bienheureux frère Scubilion est toujours très présent dans les chambres des malades hospitalisés, sous forme d’image pieuse. Il est fait appel à lui pour obtenir la guérison ou le soulagement. 
Dans la commune de Sainte-Marie, chaque 20 décembre (fête civile rappelant la suppression de l’esclavage), une messe y est célébrée en son honneur dans l'église accueillant sa sépulture. 
Sa mémoire est célébrée dans l’Église catholique le 13 avril. Le bienheureux est co-patron de la Conférence épiscopale de l'océan Indien (avec la Bienheureuse Victoire Rasoamanarivo et le Bienheureux Père Laval).